# Dianthera speciosa
Dianthera speciosa es una especie de planta con flores perteneciente a la familia Acanthaceae.

## Distribución y hábitat
El área de distribución nativa de esta especie es desde Colombia hasta Venezuela (especialmente en Delta Amacuro, Distrito Federal, Miranda y Sucre). Crece principalmente en el bioma tropical húmedo.

## Taxonomía
La especie fue descrita inicialmente como Justicia lindaviana por Emery Clarence Leonard y publicado en Fieldiana, Botany 28(3): 561, en 1953, actualmente es un sinónimo de esta. Finalmente, sería descrita como Dianthera speciosa por George Bentham y Joseph Dalton Hooker y tanto publicada como validada por Benjamin Daydon Jackson en Index Kewensis 1: 742, en 1893, siendo esta última, descrita inicialmente como Rhytiglossa speciosa por Christian Gottfried Daniel Nees von Esenbeck en Prodromus Systematis Naturalis Regni Vegetabilis 11: 351, en 1847, considerado tanto como un sinónimo como el basónimo de esta.

#### Etimología
Véase: Dianthera
speciosa: epíteto latino que significa "llamativa".